# 上村武男
上村 武男（うえむら たけお、1943年〈昭和18年〉2月28日 - 2024年〈令和6年〉7月28日）は、日本の文芸評論家、作家、神職。元水堂幼稚園長。

## 生涯
兵庫県尼崎市生まれ。1969年國學院大學文学部中退。2005年度尼崎市文化功労賞（文学）受賞。
水堂須佐男神社宮司を2014年6月まで務め、同月より名誉宮司となった。2017年、奉職にとどまらない旺盛な著述活動が評され、神道文化賞を受賞した。

### 親族
- 父：上村秀男[3] - 水堂須佐之男神社先々代宮司
- 子：上村秀嗣[1] - 水堂須佐之男神社現宮司

## 著書
- 『帰命ー上村武男詩集』1966
- 『地に芽ぐむものー父と子の往復書簡』1972
- 『高村光太郎 高貴なる生の廃屋』弓立社、1975
- 『帰巣者の悲しみ 死をめぐる短章』弓立社、1978
- 『吉本隆明手稿』弓立社、1978
- 『少年のたそがれ』つぼた印刷　1983
- 『哲学徒と詩人 西田幾多郎をめぐる短い生の四つの肖像』編集工房ノア、1985
- 『<気配>論 自覚線上における西田幾多郎』白地社 白地叢書、1986
- 『伝記する歌』白地社、1987
- 『梶井基次郎落日の比喩』編集工房ノア、1988 大阪文学叢書
- 『西田幾多郎過程する球体 『善の研究』論』行路社、1988
- 『山陰を旅する人たち 山川登美子から種田山頭火まで』編集工房ノア、1989
- 『続・山陰を旅する人たち』編集工房ノア、1990
- 『生きる歓び生きる悲しみ ある幼稚園長の土曜通信』編集工房ノア、1992
- 『春の欄干 若き日の祖母をたずねて』編集工房ノア、1997
- 『千鳥月光に顕つ少女』編集工房ノア、2002
- 『かなしみの陽だまり 歌集』白地社、2008
- 『戦中講話 ある神官の戦争』尼崎印刷 (印刷製本)、2009
- 『災害が学校を襲うとき ある室戸台風の記録』創元社、2011
- 『ふかい森の奥の池の静謐 古代・祝詞・スサノオ』白地社 叢書l’esprit nouveau、2011
- 『形なきものの影―上村武男写真文集』白地社、2015[4]
- 『遠い道程 わが神職累代の記』人間社、2017
- 『真淵』人間社、2019
- 『自画像』ファイバージャパン、2021
- 写真集『山陰風土記』今井出版、2023
- 自筆年譜『浪漫ゴリラの魂の遊歴』2024

### 編纂
- 『水堂幼稚園五十年誌 写真集 1947～1996』編 水堂学園水堂幼稚園、1996
- 『須佐男神社震災復興記念誌 被災から復興までの四年間の記録 1995-1999』編 水堂須佐男神社震災復興実行委員会、1999
- 上村秀男『大正の小さな日記帳から』編 編集工房ノア、2000 ノアコレクション
- 『全記録わが町いまむかし展 尼崎水堂立花ひとつの地域図誌』編 水堂須佐男神社、2005

監修
・『尼崎の今昔』郷土出版社、2009